# Oroszi Beatrix
Oroszi Beatrix (Dunaújváros, 1970. október 3. –) magyar orvos, epidemiológus, járványügyi szakértő.

## Tanulmányai
Dunaújvárosban járt általános iskolába, ugyanitt érettségizett a Münnich Ferenc Gimnáziumban. 1989-1996 között a Semmelweis Egyetemen végezte egyetemi tanulmányait, ahol summa cum laude minősítéssel kapta meg általános orvos diplomáját. 2000-ben a Szegedi Tudományegyetem Gazdaságtudományi Karán egészségügyi közgazdasági és menedzser szakokleveles orvos másoddiplomát szerzett. 2002-ben megelőző orvostan, 2004-ben közegészségtan-járványtan, 2007-ben pedig közigazgatási szakvizsgát tett. 2006-ban a University of London, London School of Hygiene and Tropical Medicine intézetében MSc in Epidemiology diplomát szerzett.

## Egyéb szakmai továbbképzései
ETIDE (European Training in Infectious Diseases Emergencies) oktatók felkészítő tanfolyama - Róma (szervező: Európai Bizottság);
Egészségügyi kríziskezelés és információs rendszerek, "Train the trainer" tanfolyam - Luxemburg (szervező: Európai Bizottság);
A szezonális influenza megelőzését célzó népegészségügyi programok tervezése - Lisszabon (szervező: ECDC - Európai Betegségmegelőzési és Járványügyi Központ);
TRIPLE-S – Szindróma alapú surveillance rendszerek Európában - Párizs (szervező: TRIPLE S konzorcium, Európai Bizottság).

## Munkássága
Szakmai pályafutását a Semmelweis Egyetem Közegészségtani Intézetében kezdte 1997-ben mint intézeti orvos, majd tanársegéd. 2003 és 2008 között az ÁNTSZ Nyugat-dunántúli Regionális Intézetében dolgozott Győrben, mint tisztiorvos. A fertőző betegségek felügyelete és az egészségügyi igazgatás tartozott feladatai közé. 2008-2010 között az Országos Epidemiológiai Központ epidemiológus főorvosa, ahol a fertőző betegségek epidemiológiájával, felügyeletével és megelőzési protokolljaival foglalkozott. Az Országos Tisztifőorvosi Hivatal epidemiológus orvosaként a 2009-es H1N1 pandémia idején az országos tisztifőorvos mellett álló szakmai csapatot irányította. Feladatai közé tartozott a járvány epidemiológiai elemzése és értékelése, és a Nemzeti Influenza Pandémiás Terv elkészítése. Részt vett a járvány modellezésében és a járványügyi intézkedések megtervezésében. 2012-től ugyanitt a Népegészségügyi, Stratégiai és Szakmai Elemzési Főosztályt vezette, ahol a népegészségügyi szakmai irányítás, a stratégiai tervezés, egészségpolitikai döntéselőkészítés, a népegészségügyi programok, védőoltási programok tervezése, szervezése, értékelése valamint leíró és analitikus epidemiológiai vizsgálatok tartoztak irányítása alá.
Közreműködött az átfogó méhnyakszűrési stratégia kidolgozásában, a HPV elleni védőoltási program bevezetésében, a védőnői méhnyakszűrés országos kiterjesztésében. 2016-18 között az EFOP-1.8.1-VEKOP-15-2016-00001 számú, Komplex népegészségügyi szűrések elnevezésű kiemelt projektben vastagbélszűrési pillérvezető volt.
2012-17 között az Európai Betegségmegelőzési és Járványügyi Központ (European Centre for Disease prevention and Control – Stockholm) helyettes igazgatótanácsi tagja Magyarország képviseletében.
2008-tól az I-MOVE, 2015-től az I-MOVE+ nemzetközi, több központú, influenza elleni védőoltás-eredményesség vizsgálatok magyarországi kutatásvezetője.
2016 őszétől az Országos Epidemiológiai Központot vezette annak megszűnéséig mb. főigazgató főorvos pozícióban. Az országos érdeklődést kiváltó makói kanyarójárvány kivizsgálása és sikeres megfékezése az irányítása alatt történt.
2018-tól az Európai Bizottság által felállított, Az egészségfejlesztéssel, a betegségmegelőzéssel és a nem fertőző betegségek kezelésével foglalkozó irányítócsoport ("Steering Group") magyar tagja.
2017-től Az egészségügyi ellátórendszer szakmai módszertani fejlesztése megnevezésű, EFOP 1.8.0-VEKOP-17-2017-00001 számú projekt szakmai vezetője. A projekt támogatási keretösszege 11.43 Mrd Ft. A projekt az alábbi négy szakterület szakmai módszertani fejlesztéseit foglalja magában: (1) a népegészségügyi ellátórendszer és szolgáltatások fejlesztése (2) a lakóhelyközeli egészségügyi ellátórendszer fejlesztése (3) a lakosság környezeti eredetű betegségterheihez kapcsolódó kockázatok felmérése és csökkentése (4) a betegbiztonság fejlesztése.
2020 márciusától a COVID-19 pandémia miatt létrehozott Járványmatematikai Modellező és Epidemiológiai projekt Epidemiológiai alprojektjének vezetője.

## Fontosabb díjak, elismerések
- 2011 – Fenyvessy Béla Emlékérem[halott link]
- 2011 – Népegészségügyért Emlékérem
- 2016 – Népegészségügyért Emlékérem
- 2020 – Fodor József Emlékérem

## Családja
Férje Kormos Gyula Krisztián kommunikációs szakértő, producer, médiaspecialista. Két gyermeke van: Márk (26) okleveles kognitív tudományi kutató, Rebeka (18) gimnazista.